# Maestru al sportului (România)
Titlurile de Maestru Emerit al Sportului, Antrenor emerit și Maestru al Sportului se acordă prin ordin al președintelui Agenției Naționale pentru Sport (Articolul 8), la propunerea federațiilor sportive naționale (Articolul 1) . Titlul de "Maestru al sportului" se acordă sportivilor care au obținut în competiții naționale sau internaționale oficiale performanțele reglementate de regulamentele de clasificare sportivă ale federațiilor sportive naționale și ale Comitetului Național Paralimpic. (Ordin nr. 1072/2016 privind acordarea titlurilor de "Maestru emerit al sportului")

## Istoric
Titlurile de Maestru Emerit al Sportului, Antrenor emerit și Maestru al Sportului au fost istoric acordate și în perioada din timpul României comuniste (1944 - 1989) la numeroși sportivi și antrenori. Aceste titluri erau acordate fără restricții.
Spre deosebire de actualul ordin în vigoare, emis de președintelui Agenției Naționale pentru Sport în 2004 (Ordinul 117/2004), înainte de anul 1989, aceste titluri erau acordate pe viață.

## Exemple actuale de clasificare sportivă
- Regulament de clasificare sportivă al Federației române de modelism - web site FRMD.ro;
- Norme de clasificare sportivă Arhivat în 10 aprilie 2017, la Wayback Machine. ale Federației române de arte marțiale - web site Wu Shu.ro
- Regulament de clasificare a sportivilor la disciplina bob, skeleton, sanie, sanie pe piste naturale Arhivat în 19 august 2016, la Wayback Machine. pe web site-ul Federației române de bob și sanie[nefuncțională]
, acronim FRBS